# Circuit de Shah Alam
Le circuit de Shah Alam (Batu Tiga ou Selangor en malais) est un ancien circuit de sport mécanique qui était situé en Malaisie à Shah Alam, entre le stade de Shah Alam et la Lebuhraya Persekutuan (autoroute fédérale). Il s'étendait sur une superficie de 143 acres, possédait 3 portes d'accès, et sa plus longue ligne droite mesurait 600 mètres.

## Histoire
Le circuit ouvrit en 1968 en accueillant une course du Trophée Tungku Abdul Rahman remportée par le pilote indonésien Hengkie Iriawan sur Ford. Le circuit accueillit le Grand Prix de Malaisie de 1968 à 1982 avec des courses de Formule Atlantique, Formule Pacifique et Formule 2. Le dernier Grand Prix à Shah Alam eut lieu en 1995 avec une course de Formule Holden.
Le circuit ferma en 1977 à la suite d'un accident qui tua six enfants et rouvrit après qu'un rail de sécurité et des barrières eurent été installés autour de la piste. En 1985 le tracé fut agrandi, passant de 3,38 km à 3,693 km, et le virage 11 fut créé. La même année, le circuit accueillit sa première course internationale en recevant une manche du championnat du monde des voitures de sport qui fut remportée par Jacky Ickx sur Porsche 962C.
Le circuit accueillit une épreuve du Championnat du monde de Superbike en 1990 et 1991, et de 1991 à 1997 le Grand Prix moto de Malaisie. Avec 4 succès en Grand Prix, Mickael Doohan est le pilote qui a remporté le plus de victoires sur le circuit. Le Grand Prix moto déménagea plus tard à Johor puis à Sepang.
En 2003, le circuit fut vendu par le gouvernement du Selangor à un promoteur immobilier qui le fit démolir pour construire des logements (projet D'Kayangan).